# Осиновское сельское поселение (Архангельская область)
Оси́новское се́льское поселе́ние или муниципа́льное образова́ние «Оси́новское» — упразднённое муниципальное образование со статусом сельского поселения в Виноградовском муниципальном районе Архангельской области.
Соответствовало административно-территориальным единицам в Виноградовском районе — Осиновскому, Ваеньгскому и Конецгорскому сельсоветам.
Административный центр — деревня Осиново.
С 4 июля 2021 года упразднено в связи с преобразованием муниципального района в муниципальный округ.

## География
Осиновское сельское поселение находится на правом берегу Северной Двины. По берегу Северной Двины проходит юго-западная граница поселения. На северо-востоке муниципальное образование «Осиновское» граничит с Пинежским районом Архангельской области, на востоке — с Клоновским заказником, на юго-востоке (по реке Верхняя Вареньга) — с Рочегодским сельским поселением, на западе — с Березниковским городским поселением, на севере — с Усть-Ваеньгским сельским поселением.

## История
Муниципальное образование было образовано в 2006 году.
Первоначально, статусом муниципальных образований планировалось наделить три сельских поселения: Ваеньгское (административный центр — поселок Воронцы), Конецгорское (административный центр — деревня Конецгорье), Осиновское (административный центр — деревня Осиново).
В 1926 году территория нынешнего Осиновского поселения относилась к двум волостям Шенкурского уезда: Устьважской и Кургоминской.

## Население
Численность населения Осиновского сельского поселения на 1 января 2020 года — 842 человека.
| 2005 | 2010  | 2011  | 2012  | 2013  | 2014  | 2015  |
| ---- | ----- | ----- | ----- | ----- | ----- | ----- |
| 1617 | ↘1173 | ↘1167 | ↘1129 | ↘1078 | ↘1028 | ↘1022 |
| 2016 | 2017  | 2018  | 2019  | 2020  | 2021  |       |
| ↘965 | ↘936  | ↘904  | ↘876  | ↘842  | ↘680  |       |

## Состав сельского поселения
| №  | Населённый пункт | Тип населённого пункта          | Население |
| -- | ---------------- | ------------------------------- | --------- |
| 1  | Антоновская      | деревня                         | ↗30       |
| 2  | Артюшинская      | деревня                         | ↘19       |
| 3  | Верхняя Ваеньга  | деревня                         | ↘18       |
| 4  | Воронцы          | посёлок                         | ↘221      |
| 5  | Гусево           | деревня                         | ↘0        |
| 6  | Квахтюга         | посёлок                         | ↗104      |
| 7  | Конецгорье       | деревня                         | ↗138      |
| 8  | Корбала          | деревня                         | →4        |
| 9  | Кулига           | деревня                         | ↗40       |
| 10 | Молепровод       | деревня                         | →1        |
| 11 | Моршихинская     | деревня                         | ↘7        |
| 12 | Нижняя Ваеньга   | деревня                         | →9        |
| 13 | Осиново          | деревня, административный центр | ↘307      |
| 14 | Прилук           | деревня                         | ↗25       |
| 15 | Ростовское       | деревня                         | ↗65       |
| 16 | Сафроновская     | деревня                         | ↗5        |
| 17 | Селивановская    | деревня                         | ↗38       |
| 18 | Сидоровская      | деревня                         | ↘14       |
| 19 | Слобода          | деревня                         | ↘59       |
| 20 | Тройничевская    | деревня                         | ↘22       |
| 21 | Филипповская     | деревня                         | →5        |
| 22 | Шиленьга         | деревня                         | ↗8        |

На 01.01.2010 численность населения деревень Осиновского сельского поселения (по данным администрации) составляла: Антоновская — 37 чел., Артюшинская — 31 чел., Верхняя Ваеньга — 27 чел., Воронцы — 309 чел., Гусево — 0 чел., Квахтюга — 136 чел., Конецгорье — 173 чел., Корбала — 5 чел., Кулиги — 55 чел., Молепровод — 1 чел., Моршихинская — 11 чел., Нижняя Ваеньга — 12 чел., Осиново — 532 чел., Прилук — 32 чел., Ростовское — 88 чел., Сафроновская — 11 чел., Селивановская — 55 чел., Сидоровская — 20 чел., Слобода — 74 чел., Тройничевская — 33 чел., Филипповская — 6 чел., Шиленьга — 11 человек.

### Карты
- Осиновское сельское поселение на Wikimapia Архивировано 25 августа 2011 года.
- Топографическая карта P-38-39,40. Березник
- Топографическая карта P-38-39,40. Рочегда